# Крістерова гірка (пам'ятка природи)
«Крістерова гірка» — ботанічна пам'ятка природи місцевого значення в однойменній місцевості міста Києва, розташована у Подільському районі на розі вулиць Вишгородської та Байди-Вишневецького. Площа пам'ятки — 4,3 га.
Ця пам’ятка природи — залишки паркового комплексу ХІХ ст. розбитого по берегах малої річки Коноплянка, яка тут утворює каскад з 4-х ставків. Тут збереглися вікові та екзотичні дерева, є декілька природних джерел, гніздяться дикі качки та водиться автохтонний підвид карася.
Територія пам’ятки перебуває у комунальній власності міста Києва. У 2005 році територія пам'ятки разом із прилеглою територію була узята в оренду ПрАТ «Агрофірма „Троянда“» для будівництва житлового комплексу «Паркове місто» та благоустрою пам'ятки. У 2009 році пам'ятку природи було реконструйовано, а пізніше було обмежено доступ для відвідувачів, які не проживають у житловому комплексі.

## Природоохоронна цінність
Пам’ятка природи є залишками паркового комплексу, на території якого збереглися: старі дерева, ділянка сирого вільхового лісу, екзотичні дерева та чагарники, каскад з 4-х ставків. На території пам’ятки є декілька природних джерел.
З дерев особливу цінність мають вікові дуби, липи, каштани, тополі, в’язи, ясени та верби. Частково тут збереглись і дерева-екзоти: колючі (голубі) ялини, тис ягідний, біота східна різних форм (у тому числі золотиста), є літні екземляри туї західної, декілька видів ялівців, дуби болотний і північний, а також декоративні чагарники — чубушники та спіреї.
Вік дубів та каштанів становить 150-200 років, висота 20-25 м, обхват стовбура 200-400 см. Збереглись також вікові дерева тополі чорної та верби білої віком понад 100 років, висотою 20-30 м та обхватом стовбура 400-500 см.
Каскад ставків є місцем гніздівлі дикої качки. Іхтіофауна представлена автохтонним підвидом карася.

## Історія
Парк закладений в 1850 році Вільгельмом Крістером, запрошеним з Південної Саксонії для робіт на суконній фабриці князя Радзивілла в Радомишльському повіті Київської губернії. Сколотивши статок, Вільгельм вирішив залишитися на київській землі і придбав у передмісті Києва маєток. Як виявилось, він давно мав пристрасть до садівництва і заснував тут багатопрофільне сільськогосподарське підприємство «Садівництво та насіннєве господарство „В. Крістер“».

### Статус пам'ятки природи
30 січня 2001 році Київська міська рада своїм рішенням №189/1166 проголосила пам'ятку природи «Крістерова гірка» площею 4,3 га за адресою вул. Осиповського (Байди-Вишневецького), 1. Землекористувачем пам'ятки було зазначено СТ «Троянда».
20 вересня 2001 року було зареєстровано відкрите акціонерне товариство «Агрофірма „Троянда“» (нині приватне акціонерне товариство) за адресою вул. Осиповського (Байди-Вишневецького), 1-а.
28 грудня 2004 року Київрада ухвалила рішення №1076/2486 про передачу ВАТ «Агрофірма „Троянда“» земельних ділянок на вулиці Вишгородській, 45, для будівництва житлового комплексу (площею 12,98 га) та для благоустрою пам'ятки природи «Крістерова гірка» (площею 4,30 га).
6 грудня 2005 року Київрада на підставі попереднього рішення передала пам'ятку природи в оренду ВАТ «Агрофірма „Троянда“» строком на 15 років із можливістю поновлення (договір №85-6-00235).
У 2006 році був схвалений проект благоустрою пам'ятки, що передбачав створення на її території англійського парку, майданчиків відпочинку, а також будівництво житлового комплексу на прилеглій території.
У червні 2009 року пам'ятка природи, після реконструкції, була відкрита для відвідувачів. Водночас на прилеглій території було відкрито житловий комплекс «Паркове місто».
На території пам'ятки було реконструйовано два озера, побудовано два пішохідні містки, посаджено нові дерева й кущі, засіяно 9 тисяч м² газонів, облаштовано 3 декоративні клумби, встановлено 41 лаву і 25 урн для сміття, 33 декоративних освітлювальних стовпа. Крім того, встановлено автоматичний полив газонів.
29 грудня 2011 року Подільське РУ ГУ МВС України видало подання №55/15530 щодо «усунення порушень громадського порядку» на території пам'ятки шляхом її закриття. Після цього необмежений доступ до пам'ятки стали мати лише жителі житлового комплексу.
У 2015 та 2016 роках кияни створювали дві петиції про відкриття доступу до пам'ятки для усіх бажаючих.
20 грудня 2016 року Київрада рішенням №676/1680 погодила документацію із землеустрою щодо поділу земельної ділянки пам'ятки на дві земельні ділянки площами 4,1255 та 0,1789 га.